# Ricardo Gómez Pérez
Ricardo Gómez Pérez, nacido el 27 de mayo de 1952 en Caracas. Es un fotógrafo venezolano. Sus fotos se han presentado en galerías en gran cantidad de países como Francia, Suecia, Japón, Holanda, Bélgica, Estados Unidos, entre otros. Uno de sus trabajos artísticos más notables es Primeros Pasos, en el que realiza tomas en blanco y negro de sus hijos, circundadas de áreas ligeramente desenfocadas. A comienzos de los años 70 trabajó por Europa hasta que regresa en 1987 a Venezuela. Con su socio Ricardo Jiménez, creó una firma profesional con el nombre de Ricar-2, especializados en retratos corporativos y fotografías para revistas reconocidas.

## Biografía
Realiza en Caracas sus estudios primarios y parte de los secundarios, que concluye en Orense, España. Entre 1971-1972 estudia en el taller 4-Rojo, Bogotá, donde se entrena en grabado, serigrafía, diseño y fotografía. En 1972 se instala en Londres y viaja a Zúrich, donde realiza su primera serie de paisajes en blanco y negro. Entre 1974-1976 asiste al Sir John Cass School of Art en donde, guiado por Mick Williamson, prepara su primer portafolio y empieza a incluir personajes en sus imágenes. En 1976 asiste a un taller con Charles Harbutt en The Photographers Place, en Derbyshire. Ese año presencia una demostración de los Teddy Boys en Hyde Park, de Londres y empieza a realizar un registro documental de este grupo y sus tradiciones, que presenta para entrar al London College of Printing, en donde estudia entre 1976 y 1979. Durante este período continúa fotografiando a los Teddy Boys. Establece contacto con Manuel Álvarez Bravo, durante las vacaciones de este fotógrafo en Londres. En 1979 el gobierno inglés le otorga una beca para realizar un postgrado en artes gráficas en el Politécnico de Mánchester, y en 1980 obtiene el título de máster en artes, especialidad fotografía. Durante su especialización produce una serie de vistas arquitectónicas de Mánchester, que fueron exhibidas en la muestra colectiva, New Work in Britain (Photographers Gallery, 1981). Entre 1979 y 1982 trabaja como asistente de Brian Griffin y realiza trabajos independientes para revistas como New Society, Campaing, Management Today, entre otras, además de ser corresponsal en Gran Bretaña para Photography Magazine. 

### Trabajo Independiente
En su trabajo independiente empieza a fotografiar retratos de hombres de negocios. Con Griffin fotografía grupos de rock como Iggy Pop, Lene Lovich, Echo and the Bunnymen, Ultravox, Peter Gabriel e Ian Dury. Hacia mediados de 1980 experimenta una técnica singular en la que combina el flash con la luz natural en imágenes en blanco y negro, con la que realiza la serie "Encuentros". El resultado de estas imágenes hace emerger elementos ocultos detenidos por la acción rápida de la luz, y produce una reflexión compleja sobre los procesos de detención forzada de la imagen, que asocian el arte de Gómez Pérez con los problemas clásicos de la fotografía. Entre las fotografías emblemáticas de esta serie se encuentran: El Ritz (1980) y El buen amigo (1980), reproducidas en Anotaciones sobre la fotografía venezolana contemporánea de María Teresa Boulton (Monte Ávila Caracas, 1990). Con esta técnica realiza también fotografías de desnudos, en los que alcanza un inusual refinamiento. En 1982 se instala en París y viaja por varios países europeos. En 1984 trabaja como curador de la Semana Internacional de la Fotografía-SIF ‘85, en Guadalajara (España). Ese año, luego de pasar por Lisboa, regresa a Caracas, tras doce años de ausencia.

### Regreso a Caracas
En 1986 realiza la curaduría de la muestra 8 fotógrafos europeos (Museo de Bellas Artes, Caracas) y coordina el número 16: "Fotografía Europea: Propuestas Abiertas" de la revista PhotoVision (Madrid), catálogo de la exposición anteriormente mencionada. En 1986, junto a Ricardo Jiménez, crea la firma Ricar-2 que realiza fotos de moda y retratos de hombres de negocios para publicaciones nacionales y extranjeras: Revista Gerente, Busisness Week, Latin Ceo y Global Finance,entre otras. Para Gómez Pérez son de gran importancia la influencia de Brian Griffin, Manuel Álvarez Bravo, Robert Frank y Man Ray. En 1987, obtiene una beca de un año y realiza Paisajes urbanos de Caracas para el Consejo Nacional de la Cultura. En 1989 su fotografía Blossom es publicada en el catálogo conmemorativo de los 150 años de la historia de la fotografía en el Moderna Museet de Estocolmo. En 1992 es invitado al Fotofest‘92 en Houston; ese año es seleccionado, junto a Ricardo Jiménez, por la compañía Polaroid de Boston para realizar un proyecto que pasara a formar parte de esa colección. Para Carlos Cánovas (crítico español), el trabajo de este artista podría relacionarse con la corriente visualista, tendencia que le da importancia a la búsqueda de una nueva forma de ver las cosas al agudizar, de una forma muy especial, la capacidad de percepción. Cánovas propone esta relación con ciertas reservas, pues señala que en el trabajo de Gómez Pérez predomina la intuición sobre la percepción.

### Como Profesional
En 1992 Gómez Pérez publica un portafolio de edición limitada, titulado "Memento", en colaboración con Andreas Muller-Pohle, Joan Fontcuberta, John Webb y otros. Continúa la realización de desnudos, combinando la luz natural con el flash pero al realizar las tomas con polaroid y producir contactos con los bordes y defectos de la película, surgen imágenes que recuerdan las fotografías del siglo pasado. En 1994 comienza una nueva serie llamada "Primeros Pasos", en las que realiza tomas en blanco y negro de sus hijos con una cámara de plástico, caracterizadas por la presencia de imágenes centrales enfocadas, circundadas de áreas ligeramente desenfocadas. 
Gómez Pérez fue coordinador editorial de la revista de fotografía Extracámara (Caracas, 1994-1998). Ha participado en exposiciones colectivas en varios países europeos y en Venezuela, como:
Mouvement/Corps (galerie Viviane Esders, París, 1980).
Le Corps (Photography Ouverte, Charlerol, Bélgica, 1983).
El riesgo (galería Los Espacios Cálidos, 1984).
150 Years of Photography (Fotografiska Museet, Estocolmo, 1990).
Los 80: panorama de las artes visuales en Venezuela (GAN, 1991).
Desnudos y vestidos (Museo de Artes Visuales Alejandro Otero, 1995)
entre otras. Algunos de sus trabajos han sido publicados en revistas europeas: Zoom, European Photography, Creative Camera, y Fotoforum. En1994 "The Global Environment", Fotofest, Houston, Estados Unidos. En 1998 es invitado a la V Bienal de Guayana, donde realizó una serie de dípticos llamados Paisajes urbanos en formato 6 x 7. En 1998 expuso Primeros Pasos en la colectiva Ten Contemporary Venezuelan Photographers: De-Centering Visions (Du Bois Gallery, Bethlehem, Pensilvania). En 2000 la Cigarrera Bigott de Venezuela le encomendó un trabajo fotográfico en panorámico para conmemorar sus 80 años, dicho proyecto fue publicado en un libro llamado: Nueve miradas, Bigott en sus 80 años.En 2001 es invitado a la muestra colectiva Utopolis en la Galería de Arte Nacional, Caracas, Venezuela.

## Obra

### Exposiciones Individuales
- 1976: Swiss Landscapes, Battersea Arts Center, Londres, Inglaterra.
- 1978: Teds en Londres, Galería Proces, Barcelona, España.
- 1979; Teds en Londres, Work Gallery, Zúrich, Suiza.
- 1980: Teds in London, Photographers Gallery, Saskatoon, Canadá.
- 1981:

Encuentros, Novum Gallery, Hannover, Alemania.
Encuentros, Studio 666, París, Francia.
Encuentros, Galería Forum, Barcelona, España.
- 1983:

Encuentros, Galería Junod, Lausana, Suiza.
Encuentros, Camera Obscura Galerie, Esctocolmo, Suecia.
Encuentros, Galería Spectrum, Zaragoza, España.
- 1984:

Galería Pentaprisma, Barcelona, España.
Encuentros, Nikon Gallery, Zúrich, Suiza.
Desnudos, Centre Culturel de Bretigny, Bretaña, Francia.
Teddy boys dans la cité, itinerante FNAC Galeries, Francia.
- 1985:Encuentros, Galería Visor, Valencia, España.
- 1986:Teds en Londres, Galería El Daguerrotipo, Caracas, Venezuela.
- 1994:Primeros pasos, Centro Cultural Tijuana, México.
- 2015:Recorridos Habituales, Beatriz Gil Galería, Caracas, México.

### Colecciones
- Biblioteca Nacional de París, Francia.
- Moderna Museet, Estocolmo, Suecia.
- Museo Nicephore Niépce, Francia.
- Museo J. Paul Getty, San Francisco, Estados Unidos.
- Museum für Kunst und Gewerbe, Hamburgo, Alemania.
- Centre National D'Art Et Culture Georges Pompidou, París, Francia.
- Biblioteca Real de Dinamarca, Copenhague, Dinamarca.
- Museo Nicéphore-Niépce, Francia.

### Publicaciones
- 1978

Teds in London, Por Favor Magazine, Barcelona, España.
London Magazine, Vol.18 No.4 , julio, Londres, Inglaterra.
- 1979

Zoom # 6, April/May ,Londres, Inglaterra.
European Photography #1, Gottingen, Alemania.
British Journal of Photography Annual, 1979, Inglaterra.
- 1980

Printletter, Suiza.
British Journal of Photography Annual 1980, Londres, Inglaterra.
Mouvements/Corps,catalog, Galerie Viviane Esders, París, Francia.
Fotografie, Leipzig, Alemania.
- 1981

Creative Camera, Inglaterra.
Foto-Scene, Oct.81,Múnich, Alemania
European Photography #8, Gottingen, Alemania.
Fotografie #15, Alemania.
The Book of Special Effects, Ebury Press. Londres, Inglaterra.
- 1982

Dictionnaire des Photographes, par Carole Naggar/Editions du Seuil, París, Francia.
Fotoforum #2 (N)
Floods of Light, catalog, The Photographer's Gallery, Londres, Inglaterra.
Photo Reporter #48, Francia.
- 1983

Dumont Foto 4, Alemania.
Cliches #4, Bélgica.
Photographies #1 París, Francia
Zoom= París, Milán (April)
Zoom= Múnich, Londres (May)
Photo Polar, Contretype, Bruselas, Bélgica.
Strategies, catalog, British Council Publications, Londres, Inglaterra.
Artraces 83, París, Francia.
- 1984

La Photographie Creative, J.C. Lemagny/Cotrejour, París, Francia.
Photo Reporter #64,París, Francia.
Photographie #2, Zúrich, Suiza.
Primavera Fotográfica a Cataluña, catálogo, Barcelona, España.
Portfolio 3 ,Verlag Photographie, Schaffhausen, Suiza.
- 1985

Das Akfoto, catálogo ,M. Kohler/Museum fur Kunst, Stadt Dortmund, Alemania.
Encyclopedie Internationale des Photographes.Camera Obscura, Suiza.
Photography Annual 1985, Nueva York, Estados Unidos.
TIP 85, catálogo, Fribourgo, Suiza.
Art Das Kunstmagazin # 1/85,Hamburgo, Alemania.
Madrid Me Mata Magazine, Oct/Nov, España.
Semana Internacional de la Fotografía SIF 85, curador/ catálogo, Guadalajara, España.
- 1986

Goro International Press, Tokio, Japón.
PhotoVision # 16,co-editor= R.G.P, Madrid, España.
- 1987

"A Marginal Body", The Photographic Image in Latin America. Catálogo.
The Australian Centre for Photography, Sídney, Australia.
- 1989: European Photography #40, Alemania.
- 1990

La Photographie a la Croisee des Chemins, Pierre Borhan, París, Francia.
"150 Years of Photography",catalog, Fotografiska Museet, Estocolmo, Suecia.
- 1991: Revista Estilo, issue No.9, Caracas, Venezuela.
- 1992: European Photography #51. Portfolio="Memento", Limited Edition, (G)
- 1994

The Global Environment, Fotofest, Houston, Estados Unidos.
Bienal Dior, catalog, Centro Consolidado, Caracas, Venezuela.
- 1995: Bienal de Guayana, catalog, Ciudad Bolívar, Venezuela.
- 1996

Kobe Fund Exhibition, Center of Photography, Tokyo Institute of Technology, Japón
Extra Cámara Magazine #.7 Portfolio Universos Personales, Venezuela.
- 1997: Fotoseptiembre de 1997, catalog, Centro de la Imagen, Ciudad de México, México.
- 1998: De-Centering Visions, Du Bois Gallery, Bethlehem, Pensilvania, Estados Unidos.
- 2001: Nueve Miradas, Bigott en sus 80 años, Caracas, Venezuela
- 2003:Fantasia y Realidad Latina, Eye-See Gallery, Aalts, Bélgica